# Penelope Tsilika
Penelope Tsilika (in greco: Πηνελόπη Τσιλίκα; Atene, 1988) è un'attrice, ballerina e modella greca, nota per aver interpretato il ruolo di Thalia Karouzou nella serie La strada del silenzio (Siopilos dromos).

## Biografia
Penelope Tsilika è nata nel 1988 ad Atene (Grecia), da padre avvocato. I suoi genitori avevano le idee ben chiare su cosa dovesse fare da grande e all'età di quattro anni ha iniziato a ballare.

## Carriera
Penelope Tsilika ha studiato presso la facoltà di Giurisprudenza dell'Università di Atene per poi cambiare idea sulla sua vita futura. Ha iniziato a seguire altri corsi ed era molto interessata alla professione di criminologa. Quando ha sostenuto l'esame presso il teatro nazionale (dove ha conseguito il diploma) non ha detto alla famiglia di essere interessata alla recitazione e di essere stata accettata nel teatro. Ha collaborato con registi come Pantelis Voulgaris, Panagiotis Portokalakis e Vardis Marinakis.
Nel 2011 ha fatto la sua prima apparizione come attrice nel film Ap' ta kokala vgalmena diretto da Sotiris Goritsas. L'anno successivo, nel 2012, ha ricoperto il ruolo di Anna nel cortometraggio Sssss diretto da Dimitris Gerardis. Nel 2013 ha interpretato il ruolo di Orsa Saltaferou nel film Mikra Anglia diretto da Pantelis Voulgaris. Nel 2016 e nel 2017 è entrata a far parte del cast della serie I lexi pou de les, nel ruolo di Ioanna.
Nel 2018 ha doppiato il personaggio di Greek nel video game Assassin's Creed: Odyssey. L'anno successivo, nel 2019, ha interpretato il ruolo di Eva nel film Zizotek diretto da Vardis Marinakis. Nello stesso anno ha ricoperto il ruolo di nel film I anakrisi diretto da Panayiotis Portokalakis. Sempre nel 2019 ha recitato nel cortometraggio Keygrip diretto da Nasos Gatzoulis.
Nel 2020 ha interpretato il ruolo di Marina nel film Kala azar diretto da Janis Rafailidou. Nello stesso anno ha ricoperto il ruolo di Penelope nel film Prostimo diretto da Fokion Bogris. Nel medesimo anno ha recitato nel cortometraggio Madonna f64.0 diretto da Stavros Markoulakis.
Nel 2021 è stata scelta per interpretare il ruolo di Thalia Karouzou nella serie La strada del silenzio (Siopilos dromos) e dove ha recitato insieme ad attori come Dimitris Lalos e Vicky Papadopoulou. L'anno successivo, nel 2022, ha interpretato il ruolo di Beauty Spa Woman nella serie I Gefyra. Nello stesso anno ha recitato nei film Crimes of the Future diretto da David Cronenberg e in Fantasmata tis Epanastasis diretto da Thanos Anastopoulos.

## Filmografia

### Attrice

#### Cinema
- Ap' ta kokala vgalmena, regia di Sotiris Goritsas (2011)
- Mikra Anglia, regia di Pantelis Voulgaris (2013)
- Zizotek, regia di Vardis Marinakis (2019)
- I anakrisi, regia di Panayiotis Portokalakis (2019)
- Kala azar, regia di Janis Rafailidou (2020)
- Prostimo, regia di Fokion Bogris (2020)
- Crimes of the Future, regia di David Cronenberg (2022)
- Fantasmata tis Epanastasis, regia di Thanos Anastopoulos (2022)

#### Televisione
- I lexi pou de les – serie TV, 13 episodi (2016-2017)
- La strada del silenzio (Siopilos dromos) – serie TV, 13 episodi (2021)
- I Gefyra – miniserie TV, 10 episodi (2021)

#### Cortometraggi
- Sssss, regia di Dimitris Gerardis (2012)
- Keygrip, regia di Nasos Gatzoulis (2019)
- Madonna f64.0, regia di Stavros Markoulakis (2020)
- The Thief (O Kleftis), regia di Matteo Pizzocaro (2023)

### Doppiatrice

#### Video game
- Assassin's Creed: Odyssey – video game (2018)

## Teatro
- Il Segretario Generale (2012)
- Re Lear (2015)
- Dogville (2015)
- La pastorella (2018)

## Doppiatrici italiane
Nelle versioni in italiano dei suoi film e delle sue serie TV, Penelope Tsilika è stata doppiata da:
- Ughetta d'Onorascenzo[23] ne La strada del silenzio[24]

## Riconoscimenti
- Hellenic Film Academy Awards
  - 2014: Candidata come Miglior attrice per il film Mikra Anglia
  - 2020: Candidata come Miglior attrice per il film I anakrisi
  - 2021: Candidata come Miglior attrice per il film Kala azar

- Los Angeles Greek Film Festival (LAGFF)
  - 2021: Candidata come Miglior presentazione per il film Kala azar

- Shanghai International Film Festival
  - 2014: Vincitrice come Miglior attrice per il film Mikra Anglia